# スバルグローバルプラットフォーム
スバルグローバルプラットフォーム（英: Subaru Global Platform、略称: SGP）は、SUBARUによって製造されるほぼ全てのモデルで使われるモジュール式ユニボディ自動車プラットフォームである。2016年に5代目スバル・インプレッサから使われ始めた。
2023年現在、SGPはSUBARUが自社で開発したほぼすべての車種に採用されており、2021年に発表された2代目WRXをもって全車SGPへの移行が完了した。

## 設計
SGP開発以前のSUBARUでは、1989年に発売された初代レガシィのプラットフォームを改良しつつ使用し続けてきた。2003年発売の4代目レガシィでは設計の見直しによる軽量化が図られたほか、2007年には完全独立懸架サスペンション（前ストラット式、後ダブルウィッシュボーン式）の採用などによってSIシャシー（SUBARU Intelligent-Chassis）に進化した。
その後、富士重工業（当時）が2014年に発表した中期経営ビジョン「際立とう2020」で掲げた「スバルブランドを磨く6つの取り組み」の一環として、次世代プラットフォームの開発に着手することになった。2016年3月7日にSGPの概要が公開され、同年に発売される5代目インプレッサ以降、すべてのSUBARU車に採用する方針であることが報じられた。
4代目インプレッサの開発責任者を務めた阿部一博によれば、SGPへの移行に際して社内からは「レオーネからレガシィへ移行したときのようだ」との声も上がったという。5代目インプレッサに費やされた10億ドルという開発費のうち、大半がSGPの開発によるものであった。

## 構造
SGPではSIシャシーと同様の前後サスペンション構成を維持しつつ、剛性の向上に重きを置いた改良がなされている:4。床下骨格をトラス状に配置し、前から後までサイドメンバーの断点を作らずボディを貫通させることで、前後サスペンションの荷重伝達や前後衝突荷重の合理的な支持を実現した。フロアトンネルの強化や、リアフロアまわりに配置された骨盤のような骨格によって、旧プラットフォーム比で剛性を約2倍に高めている。また、構造用接着剤が床パネルと側面保護補強材（サイドメンバー）を接合するために使われている。590 MPa級の引っ張り強度を持つ熱延鋼板がサイドメンバー、サイドシル、およびピラーに使われ、乗員室を保護するために1470 MPa級の鋼材で強化されている:2。
重心の低下と高張力鋼の使用によって、パッシブセーフティ（予防安全）およびアクティブセーフティ（衝突安全）性能も向上し、SGP以前のモデルと比較して衝撃エネルギーを40%多く吸収可能となった。SGPを用いた最新モデルの衝突試験（ユーロNCAP）では、インプレッサおよびXV（2016年、2017年、小型ファミリーカー）、ならびにフォレスター（2018年、小型オフロード/MPV）が、それぞれのクラスにおいて最高の衝突安全性能を持つと評価された。また、JNCAPもインプレッサ、XV、フォレスターに衝突安全性能評価で最高の5つ星を与えている。
SGPは、従来の内燃機関やハイブリッドに加え、バッテリー電気駆動などの異なる駆動系に適合するように設計されている。当初の計画には将来的にSGPを使った電気自動車の開発が盛り込まれていたものの、スバルとトヨタ自動車が共同開発し2021年に発表されたトヨタ・bZ4X/スバル・ソルテラは、SGPではなくトヨタのe-TNGAプラットフォームを採用している。

## 適用
- インプレッサ（2016年 - ）[18]
- XV（2017年 - ）[19]
- アセント（2018年 - ）[20]
- フォレスター（2018年 - ）[21]
- レガシィ（2019年 - ）[22]
- レガシィアウトバック（2019年 - ）[23]
- レヴォーグ（2020年 - ）[24]
- WRX（2022年 - ）[25]

トヨタと共同開発された2代目スバル・BRZ/トヨタ・GR86は、SGPとトヨタ・ニュー・グローバル・アーキテクチャー（TNGA）プラットフォームのどちらも使用せず、初代BRZ/86のSIシャシー派生プラットフォームを引き継いでいる。一方で、SGPの開発から得られた知識と技能を取り入れ、さらにインナーフレーム構造や構造用接着剤などの採用によりボディを再構築している。

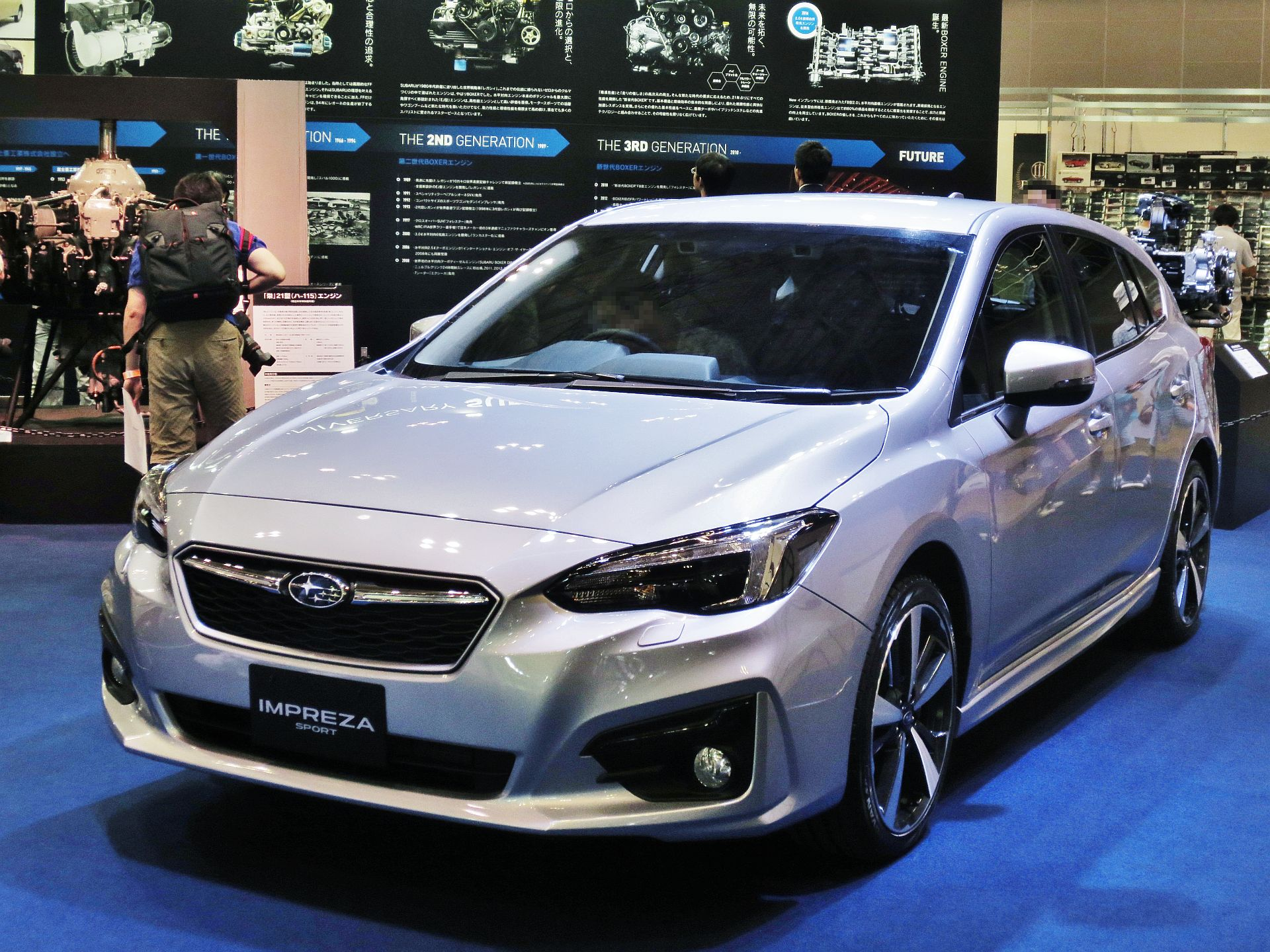
インプレッサ（5代目）
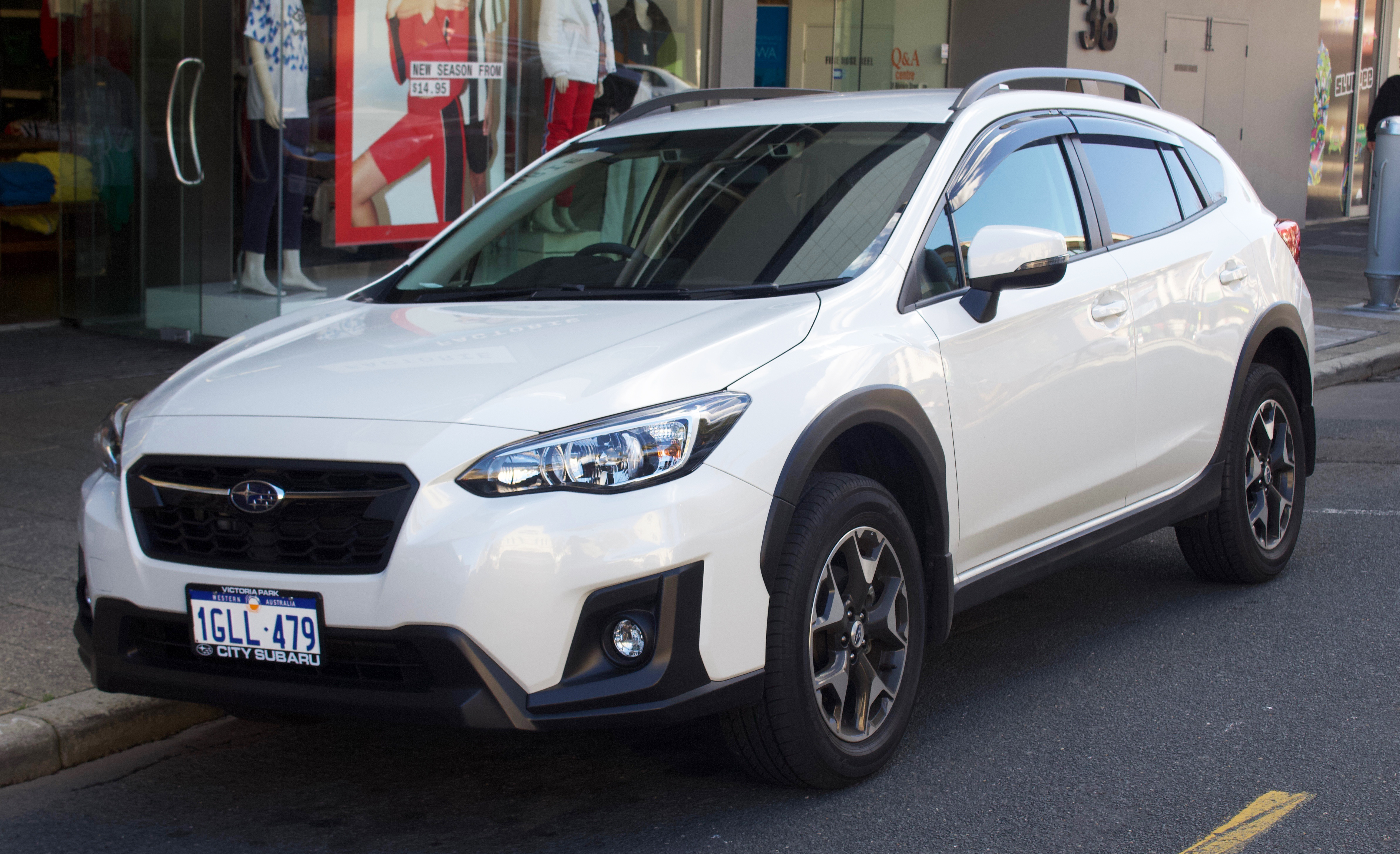
XV（3代目）
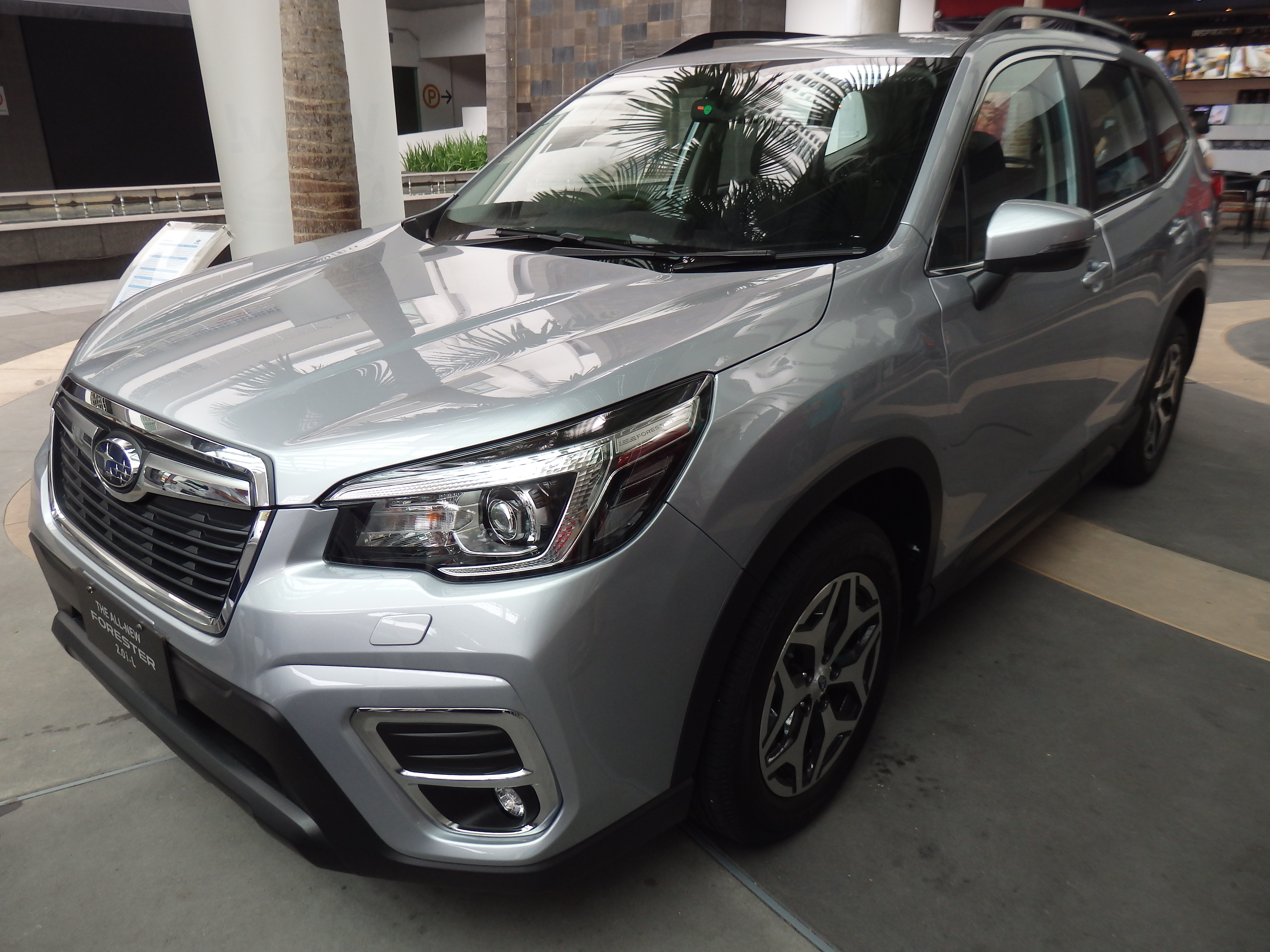
フォレスター（5代目）
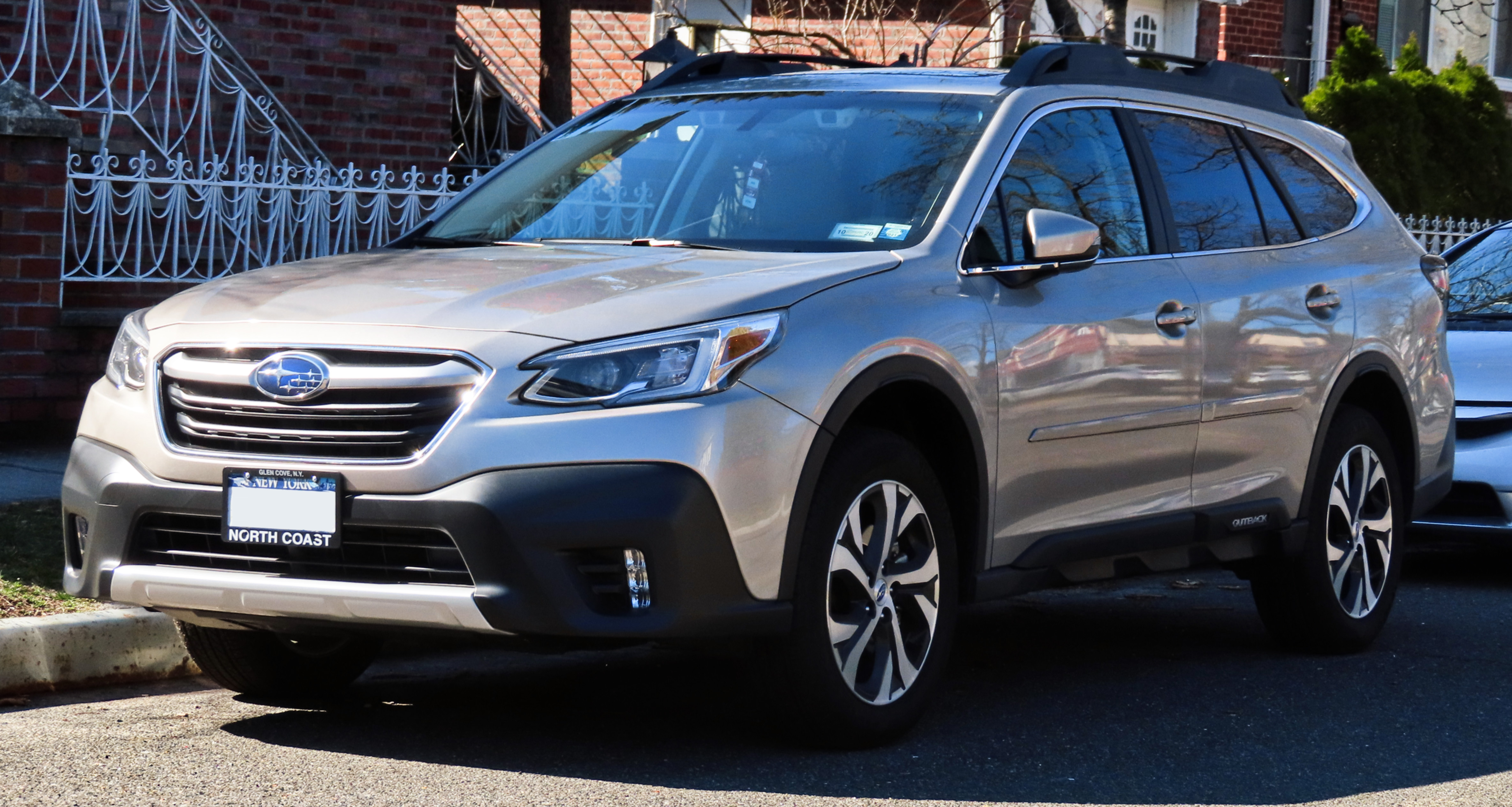
レガシィアウトバック（6代目）
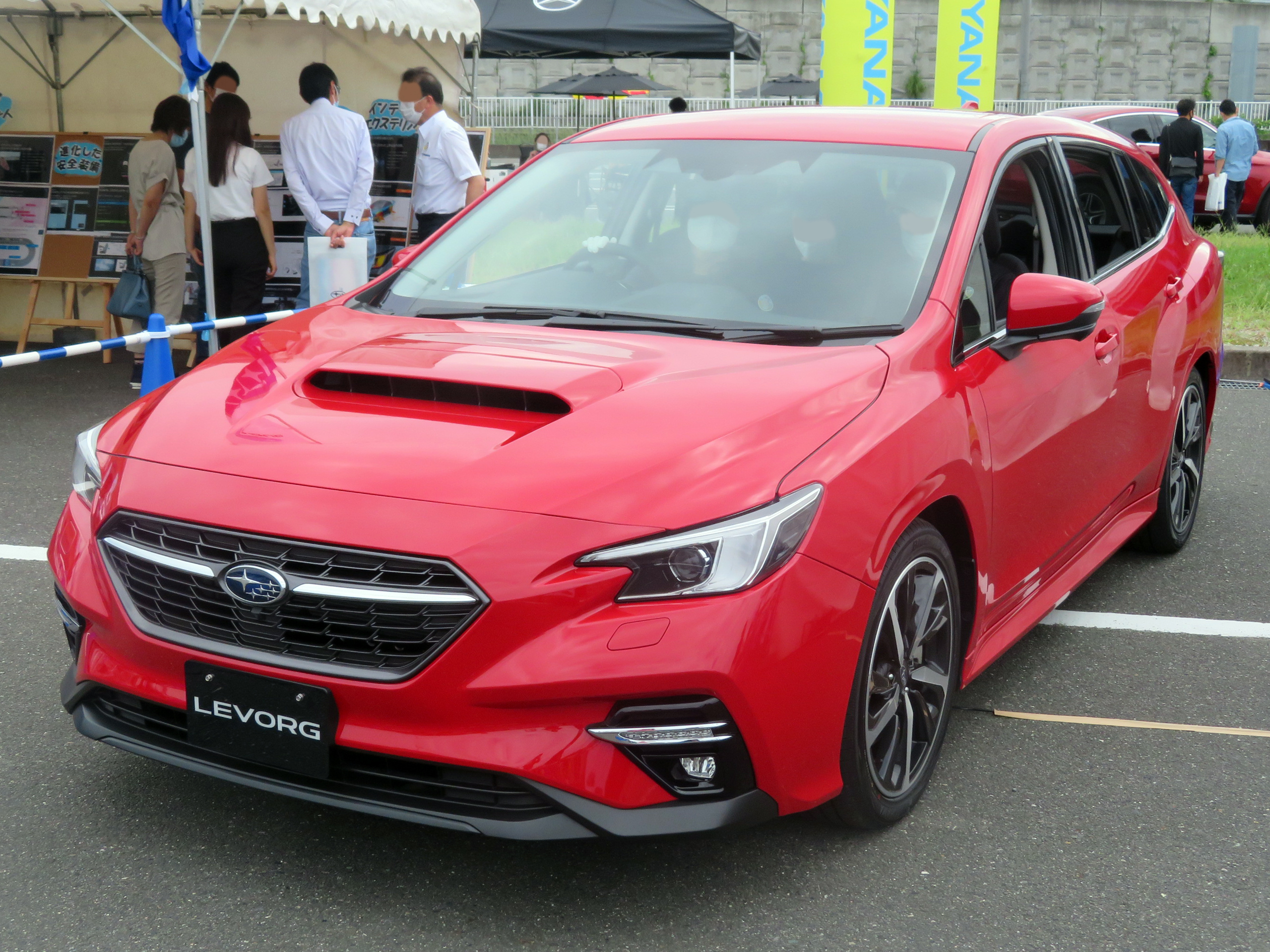
レヴォーグ（2代目）